# زبان‌های گالی-رومی
گالی-رومی شاخه‌ای از زبان‌های رومی است که زبان‌های فرانسوی، اکسیتان و فرنکو-پروونسال را در بر می‌گیرد. گرچه تعاریف دیگر گسترده‌تری نیز وجود دارند که زبان‌های کاتالان، گالی-ایتالی، و رتی-رومی را در بر می‌گیرند.
گالی-رومی یکی از سه زبانی بود که سوگندهای استراسبورگ در سال ۸۴۲ میلادی بدان‌ها نوشته شده‌است.

## زبان‌ها
شاخه گالی-رومی شامل زبان‌های زیر است:
- زبان‌های اوییل. که شامل فرانسوی، اورلئانی، گالو، آنگوین، توری، سن اوژه، پوتوی، بورگوندی، پیکارد، والون، لورین و نورمن.
- فرنکو-پروونسال.
- اکسیتان که دارای گویش‌هایی مانند پرونسی و گاسکون است.

خانواده‌های زبانی دیگر که گاهی اوقات در شاخه گالی-رومی گنجانده می‌شوند:
- کاتالان، با گونه‌های معیار کاتالان و والنسیایی. برخی از زبان شناسان که ترجیح می‌دهند آن را در شاخه ایبریایی-رومی قرار دهند. با این حال، به‌طور کلی، کاتالان نوین، به ویژه از نظر دستوری، به اکسیتان نوین نسبت به اسپانیایی یا پرتغالی نزدیکتر است.
- زبان‌های رتی-رومی، از جمله رومانش سوئیس، لادین منطقه دولومیت و فریولی فریولی. رتی-رومی را می‌توان به عنوان گالی-رومی دسته‌بندی کرد، یا به عنوان شاخه‌ای جداگانه در زبان‌های رومی غربی قرار داد.
- زبان‌های گالی-ایتالی شامل پیدمونتی، لیگوری، لومبارد غربی و شرقی، امیلیان، روماگنول، گالی-سیسیلی و گالو-ایتالی و ونتی هستند.[۶] گالی-ایتالی را می‌توان به عنوان گالی-رومی دسته‌بندی کرد، یا به عنوان شاخه‌ای جداگانه در زبان‌های رومی غربی قرار داد.